# Justinas Staugaitis
Justinas Staugaitis   (Šakiai, 14 de novembre de 1866 - Telšiai, 8 de juliol de 1943) fou un bisbe lituà catòlic, polític, educador i historiador. Fou també un dels vint signants de la Declaració d'Independència de Lituània.
Staugaitis es va graduar al Seminari Teològic de Sejny, i fou ordenat sacerdot el 1890. En aquest moment, l'ús de la llengua lituana escrita estava prohibit, i Saugaitis va participar en els moviments clandestins de contraban d'aquests llibres i publicacions periòdiques (vegeu Knygnešiai). Després va exercir com a rector en diverses parròquies de Lituània i Polònia.
A Marijampolė, va fundar una societat educativa,Žiburys (La Llum), i també va participar en la fundació de diverses escoles, un asil per gent gran i un orfenat. De 1909 a 1912 va ser membre de la redacció de la revista Vadovas (La Guia). A la Conferència de Vílnius el 1917, va ser elegit membre del Consell de Lituània, i va signar l'Acta d'Independència el 1918.
Com a membre del Partit Demòcrata Cristià, va ser elegit membre de l'Assemblea Constituent el 1920, on serví alternativament com a president o vicepresident. El 1926, Staugaitis va ser consagrat bisbe de Telšiai, una diòcesi de recent formació al nord-oest de Lituània que havia estat part de la diòcesi de Samogítia. Va establir un seminari teològic a Telšiai i van contribuir amb nombrosos articles per a publicacions periòdiques, així com en la redacció de diversos llibres. Entre aquests s'hi inclouen una història de l'església, una història del Consell Estatal de Lituània, i una novel·la que descriu la vida d'un sacerdot fidel.